# Ivar Jørstad
Ivar Jørstad, född 14 juli 1887, död 8 juni 1967, var en norsk botaniker.
Ivar Jørstad blev filosofie doktor i Oslo 1934 och statsmykolog 1919. Jørstad lade grunden till norsk fytopatologi och utgav vetenskapligt systematiska och praktiskt inriktade arbeten över skadesvampar, såsom The Erysiphaceae of Norway (i Skrifter utgitt av det Norske videnskaps-akademi i Oslo, 1, Matematisk-naturvidenskaplige klasse, 1925), A study on Kamtchatka Uredinales (1934) och Skadedyr og sykdommer i frukt- og bærhagen (1942, 3:e upplagan 1946, tillsammans med Thor Hiorth Schøyen).